# Белогуш водорез
Белогуш водорез (Rynchops albicollis) е вид птица от семейство Rynchopidae. Видът е световно застрашен, със статут Уязвим.

## Разпространение
Видът е разпространен в Бангладеш, Виетнам, Индия, Мианмар, Непал и Пакистан.